# Vänga damm
Vänga damm är en sjö i Borås kommun i Västergötland och ingår i Göta älvs huvudavrinningsområde. Sjön har en area på 0,105 kvadratkilometer och ligger 160,2 meter över havet. Sjön avvattnas av vattendraget Säveån.

## Delavrinningsområde
Vänga damm ingår i det delavrinningsområde (641879-132878) som SMHI kallar för Inloppet i Säven. Medelhöjden är 168 meter över havet och ytan är 2,74 kvadratkilometer. Räknas de 2 avrinningsområdena uppströms in blir den ackumulerade arean 55,4 kvadratkilometer. Säveån som avvattnar avrinningsområdet har biflödesordning 2, vilket innebär att vattnet flödar genom totalt 2 vattendrag innan det når havet efter 122 kilometer. Avrinningsområdet består mestadels av skog (39 %), öppen mark (23 %) och jordbruk (29 %). Avrinningsområdet har 0,1 kvadratkilometer vattenytor vilket ger det en sjöprocent på 3,7 %.